# 山梨トヨタ自動車
山梨トヨタ自動車（やまなしトヨタじどうしゃ）は、山梨県を主な販売エリアとする、トヨタ自動車の販売チャンネル（トヨタ店）である。通称、山梨トヨタ。1946年12月24日設立。

## 事業内容
- 新車（レクサス含む）および中古車の販売。
- フォルクスワーゲンの販売。
- 損害保険および生命保険の取次
- 自動車整備

## 関連会社
- ネッツトヨタ山梨（ネッツトヨタ店、旧オート山梨）
- トヨタカローラ山梨（トヨタカローラ店）
- トヨタレンタリース山梨（トヨタレンタリース）
- トヨタホーム山梨（トヨタホーム）